# Генрикув (Бжезінський повіт)
Генрикув (пол. Henryków) — село в Польщі, у гміні Бжезіни Бжезінського повіту Лодзинського воєводства.
У 1975-1998 роках село належало до Скерневицького воєводства.